# Тотал Дивас
Total Divas са американски реалити серии, направили премиерата си на 28 юли 2013 по E!. Сериите дават на зрителите вътрешен поглед на жените Суперзвезди на WWE от работата им с WWE до личния им живот. Кадри зад сцената на жените са също включени.
Сезон 6-и беше официално потвърден на 8 април 2016 от E! Network, с премиера през есенна дата, както и една от главните участнички в повечето минали сезони, Наоми се завръща, заедно с новите Лана, Рене Йънг, и Марис присъединявайки се с участничките. Допълнително, E! Network обяви, че Близначките Бела (Бри и Ники) ще получат тяхно собствено спин-оф шоу също с премиерна есенна дата, кръстено Тотал Белас, което ще последва живота на близначките и тяхното семейство.

## Участници
| Главно(Истинско име)                   | Сезони  | Сезони  | Сезони  | Сезони   | Сезони   | Сезони  |
| Главно(Истинско име)                   | 1       | 2       | 3       | 4        | 5        | 6       |
| Настоящи                               |         |         |         |          |          |         |
| -------------------------------------- | ------- | ------- | ------- | -------- | -------- | ------- |
| Бри Бела (Бриана Даниълсън)            | Основна | Основна | Основна | Основна  | Основна  | Основна |
| Ники Бела (Стефани Никол Гарсия-Колас) | Основна | Основна | Основна | Основна  | Основна  | Основна |
| Наталия (Натали Нейхард-Уилсън)        | Основна | Основна | Основна | Основна  | Основна  | Основна |
| Наоми (Тринити Фату)                   | Основна | Основна | Основна | Основна  | Гост     | Основна |
| Ива Мари (Натали Койл)                 | Основна | Основна | Основна | Основна  | Основна  | Основна |
| Пейдж (Сарая-Джейд Бевис)              |         |         | Основна | Основна  | Основна  | Основна |
| Рене Йънг (Рене Пакет)                 | Гост    |         |         | Временна | Временна | Основна |
| Лана (Катрин Пери)                     |         |         |         | Гост     |          | Основна |
| Марис (Марис Мизанин)                  |         |         |         |          |          | Основна |
| Бивши                                  |         |         |         |          |          |         |
| Камерън (Ариан Андрю)                  | Основна | Основна | Основна | Гост     |          |         |
| ДжоДжо (Джозан Оферман)                | Основна |         | Гост    | Гост     | Гост     |         |
| Съмър Рей (Даниел Мойнет)              |         | Основна | Основна | Гост     | Гост     |         |
| Роса Мендес (Милена Рока)              |         | Гост    | Основна | Временна | Основна  |         |
| Алиша Фокс (Виктория Крофърд)          | Гост    | Гост    | Основна | Основна  | Основна  |         |
| Манди Роус (Аманда Сакомано)           |         |         |         |          | Основна  |         |

| Временни                                                    | Сезони   | Сезони   | Сезони   | Сезони   | Сезони   | Сезони   |
| Временни                                                    | 1        | 2        | 3        | 4        | 5        | 6        |
| ----------------------------------------------------------- | -------- | -------- | -------- | -------- | -------- | -------- |
| Даниъл Брайън (Съпругът на Бри)                             | Временен | Временен | Временен | Временен | Временен | Временен |
| Джон Сина (Приятелят на Ники)                               | Временен | Временен | Временен | Временен | Временен | Временен |
| Тайсън Кид (Съпругът на Наталия)                            | Временен | Временен | Временен | Временен | Временен | Временен |
| Джими Усо (Съпругът на Наоми)                               | Временен | Временен | Гост     | Временен | Гост     | Временен |
| Джонатан Койл (Съпругът на Ива Мари)                        | Временен | Временен | Временен | Временен | Гост     | Временен |
| Винсънт Айсиън (Приятелят на Камерън)                       | Временен | Временен | Временен | Гост     |          |          |
| Марк Карано (WWE Главият директор по отношенията с таланти) | Временен | Временен | Временен | Временен | Временен | Временен |
| Джейн Гедес (WWE Вице директорът по отношенията с таланти)  | Временна |          |          |          |          |          |
| Сандра Грей (Шивачката на WWE)                              | Временна | Временна | Гост     |          |          |          |
| Кейти Колас (Майката на Бри и Ники)                         | Гост     | Гост     | Временна | Временна | Временна |          |
| Джей Джей Гарсия (Братът на Бри и Ники)                     |          | Гост     | Временен | Гост     | Гост     |          |
| Долф Зиглър (Суперзвезда на WWE)                            |          | Гост     | Гост     | Временен | Временен |          |
| Ема (Суперзвезда на WWE)                                    |          |          | Гост     | Временна | Гост     |          |
| Брайън Кендрик (Личният треньор на Ива Мари)                |          |          |          | Временен |          |          |